# Морський язик піщаний
Морський язик піщаний (Pegusa lascaris) — вид риб родини Язикових (Soleidae). Морська субтропічна демерсальна риба, що сягає 40 см довжиною. Населяє глибини до 350 м.

## Поширення
Зустрічається у північно-східній і південно-східній Атлантиці, на південь до Гвінейської затоки, також у Середземному морі. Відзначений у Суецькому каналі. Його реєстрація у Чорному і Азовському морях раніше вважалася помилковою, а для цього басейну вказувався морський язик носатий, який вважався підвидом Pegusa lascaris nasuta (тепер — окремий вид). Натомість сучасні дослідження показують, що чорноморські морські язики належать саме до виду Pegusa lascaris.

## Охорона
На більшій частині ареалу стан природних популяцій виду залишається більш-менш стабільним. Саме тому він, згідно з Червоним списком МСОП, отримав охоронний статус «відносно благополучний вид». Але в окремих регіонах спостерігається тенденція до зниження чисельності популяції виду. Тому морський язик піщаний занесений до Червоної книги Чорного моря (охоронна категорія: вразливий у Чорному морі та українському секторі моря).